# Goondiwindi
Goondiwindi est une ville australienne située dans la zone d'administration locale du même nom, dont elle est le siège, au Queensland.

## Géographie
Goondiwindi est établie à l'extrémité sud du Queensland, sur la rive nord de la Macintyre qui marque la limite avec l'État de Nouvelle-Galles du Sud, à 350 km au sud-ouest de Brisbane.

## Histoire

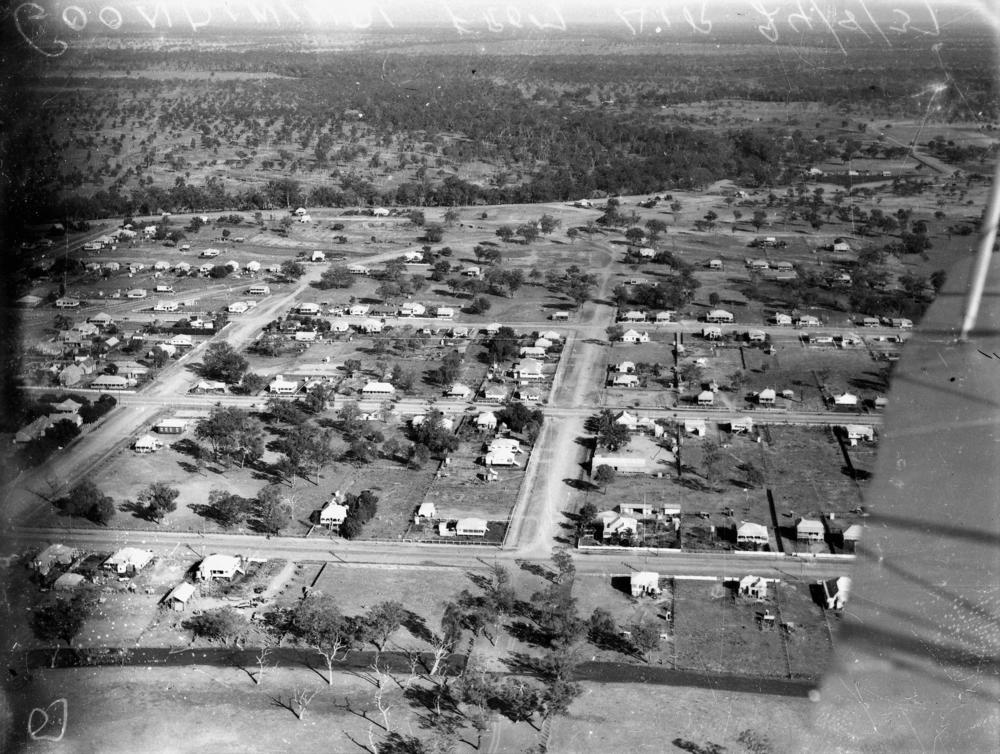
Goondiwindi vue du ciel, en 1937

Les premiers colons européens s'installent dans la région dans les années 1840. Goondiwindi devient une municipalité le 20 octobre 1888. Elle est fusionnée le 15 mars 2008 avec les comtés d'Inglewood et de Waggamba pour créer la région de Goondiwindi.

## Démographie
| 2001  | 2006  | 2011  | 2016  | 2021  |
| ----- | ----- | ----- | ----- | ----- |
| 5 477 | 5 629 | 5 509 | 5 527 | 5 439 |